# Nybodtjärnen, Ångermanland
Nybodtjärnen är en sjö i Örnsköldsviks kommun i Ångermanland och ingår i Nätraåns huvudavrinningsområde. Sjöns area är 0,021 kvadratkilometer och den befinner sig 420 meter över havet.